# MediaMonkey
MediaMonkey is een mediaspeler en -bibliotheek ontwikkeld door Ventis Media Inc., voor het bijhouden en afspelen van muziek, beschikbaar voor Windows. Met behulp van plug-ins kunnen ook videobeelden en andere mediaformaten afgespeeld worden.

## Algemeen
Ondersteunde muziekformaten zijn MP3, OGG, FLAC, WMA, APE, MPC, WAV en vele andere via plug-ins. Muziek kan geript worden van audio-cd's en daarna gecodeerd worden in de meeste van deze formaten. Op dezelfde manier kunnen de meeste van deze formaten van het ene naar het ander formaat geconverteerd worden. Muziek kan op cd/dvd gebrand worden als nummers op een normale audio-cd (afspeelbaar in een klassieke cd-speler) of als computerbestanden, eventueel door de muziek eerst te normaliseren (het volume van de liedjes onderling gelijkmatiger maken).
MediaMonkey heeft een multi-format tag-editor die een variëteit aan tag-formaten kan bewerken, waaronder ID3v1 en ID3v2.4, Vorbis comment, WMA, APEv2, en RIFF tags. Het is ook mogelijk om automatisch en op een "intelligente" manier muziek te taggen gebaseerd op bestandsnamen, informatie in afspeellijsten, door de muziek te scannen of met behulp van de auto-tagger. De functie "auto-organiseren" zorgt ervoor dat de liedjes in de bibliotheek de juiste naam krijgen en netjes op de harde schijf georganiseerd worden, gebruik makende van geavanceerde en aanpasbare criteria.
Ondersteuning voor draagbare mediaspelers laat toe om met een druk op de knop te synchroniseren, te auto-synchroniseren, en liedjes en afspeellijsten te synchroniseren met een brede waaier van draagbare toestellen. Daaronder vinden we onder andere de iPod, iRiver, Zen, en een hele reeks andere toestellen: mobiele telefoons, USB Mass Storage (UMS)-toestellen, Media Transfer Protocol (MTP)-toestellen (inclusief PlaysForSure-toestellen). Bij het synchroniseren gebeurt er indien nodig on-the-fly conversie van muziekformaten.
MediaMonkey is grotendeels freeware, maar het programma bevat enkele geavanceerde functies die enkel beschikbaar zijn met een "Gold"-licentie. Het programma kan volledig van skin veranderen, en is uitbreidbaar met behulp van scripts, plug-ins (vooral Winamp-plug-ins) en externe applicaties, waarbij de gebruikers toegang krijgen tot nieuwe functionaliteit, inclusief de mogelijkheid om het programma zelf aan te passen. De bibliotheek van Mediamonkey bestaat uit een populair databaseformaat (Microsoft Access in versie 2, SQLite in versie 3) en kan dus extern gebruikt en bewerkt worden door een brede waaier van toepassingen.

## Functie-overzicht
- Rippen van audio-cd's
- Branden van audio-cd's en data-cd/dvd's
- Afspelen van verscheidene muziekformaten waaronder MP3, OGG, FLAC, WMA, APE, MPC, WAV en vele andere met behulp van plug-ins.
- Converteren van alle ondersteunde muziekformaten naar MP3, OGG, WMA of WAV.
- Zoeken naar taginformatie in de beschikbare bestanden, FreeDB en Amazon. Verscheidene extensies laten toe om extra informatie, album art, en tags van diverse sites te halen.
- Taggen van alle ondersteunde muziekformaten[3] waaronder ID3v1 en ID3v2.4, Vorbis comments, WMA, APEv2, en RIFF tags. De standaardfuncties voor het corrigeren en kuisen van tags kunnen uitgebreid worden met vele bestaande extensies, bijvoorbeeld om hoofdletters te corrigeren, automatisch de eigen voorkeuren toe te passen, zoeken en vervangen, enz.
- Organiseren van de muziekbestanden (en bijhorende bestanden) volgens de beschikbare tag-informatie.
- Synchroniseren van de muziekbibliotheek met draagbare muziekspelers en smartphones (in beide richtingen)[4]
- Rapporteren met behulp van rapporten in html, xls, csv, enz. en statistieken over de bibliotheek

## Ondersteunde draagbare muziekspelers
- iPod: Classic, Mini, Photo, Shuffle, Nano, Touch en iPhone.
- iRiver: iFP-8xx, iFP-9xx, PMC-120, H10, N-xx, PMP-1xx, H120, H320, H340 ...
- Zen: xtra, Micro, Neeon, Sleek, Touch, Vision, Vision:M ...
- een hele reeks andere producten waaronder mobiele telefoons, USB Mass Storage (UMS)-toestellen, Media Transfer Protocol (MTP)-toestellen (inclusief PlaysForSure-toestellen).

## Ontwikkeling
Oorspronkelijk Songs-DB genaamd en gecreëerd/ontwikkeld door Jiri Hajek, kreeg versie 2 van het programma de nieuwe naam MediaMonkey samen met een nieuw logo, een nieuwe website en een uitgebreid ontwikkelingsteam. MediaMonkey wordt actief ontwikkeld met 2 à 3 nieuwe releases per jaar. Gebruikers kunnen bijdragen aan de ontwikkeling door het voorstellen van verbeteringen, of door zelf extensies (bijvoorbeeld scripts en plug-ins) te maken.